# Alice Pruvot-Fol
Alice Pruvot-Fol (Saint-Aignan, 1873. augusztus 4. – Párizs, 1972. március 28.) francia malakológus, a hátulkopoltyús csigák egyik jelentős kutatója. Zoológiai szakmunkákban nevének rövidítése: „Pruvot-Fol”.
Számos új fajnak volt ő a tudományos leírója ebből az állatcsoportból, leírásait többnyire korábban gyűjtött példányok elemzésével készítette. Szintén ő írt le egy addig nem azonosított új fajt (Nembrotha rutilans, Pruvot-Fol, 1931), egy olyan festett illusztráció alapján, amely William Saville-Kent egyik, 1893-ban kiadott könyvében jelent meg, amely az óceániai Nagy-korallzátonyt és annak élővilágát ismertette. Tudományos munkáját és az új puhatestű fajok leírását élete utolsó évtizedeiig folytatta. Még 1962-ben is (amikor már 89 éves volt) leírt egy fajt, amit Phyllidia pulitzerinek nevezett el.
Néhány állatfaj az általa leírtak közül: Aldisa banyulensis, Aplysiopsis formosa, Atagema gibba, Atagema rugosa, Chelidonura africana, Chromodoris kuniei, Cumanotus cuenoti, Doriopsilla rarispinosa, Elysia babai, Elysia mercieri, Facelina dubia, Glossodoris hikuerensis, Goniodoridella savignyi, Hermaea paucicirra, Hypselodoris dollfusi, Hypselodoris fontandraui, Marianina rosea, Nembrotha rutilans (Nembrotha purpureolineata, Phyllidia bataviae, Phyllidia pulitzeri, Phyllidiopsis krempfi, Trapania, Thecacera darwini, Thordisa filix.
Több állatnemzetséget illetve állatfajt az iránta érzett tiszteletből az ő neve után neveztek el, ezek az alábbiak: *Aegires pruvotfolae Fahey & Gosliner, 2004, Elysia pruvotfolae Ernst Marcus, 1957, Hallaxa apefae Marcus & Marcus, (nevének monogramjára utalva), Pruvotaplysia Engel, 1936, Pruvotfolia Tardy, 1970, Pruvotfolia pselliotes, Pruvotfolia longicirrha n.comb.

## Művei
- Pruvot, A., 1922. Sur un type nouveau et remarquable de gymnosomes (Laginiopsis n.g.). -- Compt. Rend. hebdom. Séanc. Acad. Sci, 174: 696-698.
- Pruvot-Fol, A., 1924. Étude de quelques gymnosomes méditerranéens des pêches de 'l'Orvet' en 1921 et 1922. -- Arch. Zool. Exp. Gén., 62(6): 345-400, 32 figs, pls 15-16.
- Pruvot-Fol, A., 1925. Contributions à l'étude du genre Janthina Bolten. -- C.R. hebd. Séances Acad. Sci., 181: ....
- Pruvot-Fol, A., 1926. Mollusques ptéropodes gymnosomes provenant des campagnes du *Prince Albert 1er de Monaco. -- Résultats des Campagnes Scientifiques accomplies sur son yacht par Albert 1er, Prince souverain de Monaco, publiés sous sa direction avec le concours de M. Jules Richard, Docteur ès-sciences, chargé des travaux zoologiques à bord, 70: 1-60, 3 tabs, 102 figs. ISBN 2-7260-0083-5
- Pruvot-Fol, A., 1930. Sur l'identité réelle et la valeur systématique de Micrella dubia Bgh.. -- Bull. Soc. zool. France, 55: 210-213.
- Pruvot-Fol, A., 1932. Note sur quelques gymnosomes de provenances diverses et diagnose d'un genre nouveau. -- Arch. Zool. expér. gén., 74 (vol. jub.): 507-529, 18 figs, pl. 3.
- Pruvot-Fol, A., 1934. Les opisthobranches de Quoy & Gaimard. Appendum 2. Les gymnosomes de Quoy & Gaimard. -- Arch. Mus. Nat. Hist. nat., (6)11: 81.
- Pruvot-Fol, A., 1934. Note malacologique. A propos du tubercule médian du pied des gymnosomes. -- Bull. Soc. zool. France, 59(4): 291-293.
- Pruvot-Fol, A., 1934. Faune et flore de la Méditerranée. Gastropoda-Opisthobranchia-Gymnosomata. -- Comm. Intern. Expl. Sc. Mer Méditerr., .....
- Pruvot-Fol, A., 1936. Morphologie du pied des mollusques. Ses homologies. -- Verh. schweiz. Naturf. Gesellsch., 117: 327-328.
- Pruvot-Fol, A., 1938. Sur les apparences trompeuses de quelques échantillons de gymnosomnes à l'état conservé. -- Journal de Conchyliologie, 82(3): 256-258, figs A-B, pl. 4.
- Pruvot-Fol, A., 1942. Les gymnosomes. -- Dana Rep., 4(20): 1-54, 77 figs.
- Pruvot-Fol A. (1951). "Étude des nudibranches de la Méditerranée". Archives de zoologie expérimentale et générale 88(1): 73.
- Pruvot-Fol A. (1954). "Mollusques Opisthobranches". Faune de France, P. Lechevalier Paris 58: 1-460.
- Pruvot-Fol, A., 1954. Mollusques opisthobranches. Paris, Lechevalier: 1-457, 173 figs, 1 pl.
- Pruvot-Fol, A., 1960. Les organes génitaux des opisthobranches. -- Arch. Zool. expér. gén., 99(2): 135-223, 33 figs.
- Pruvot-Fol, A., 1963. Les ventouses chez les mollusques gastéropodes et plus spécialement chez les gymnosomes. -- Journal de Conchyliologie, 103(1): 3-20, 11 figs.

## Fordítás
- Ez a szócikk részben vagy egészben  az   Alice Pruvot-Fol című angol Wikipédia-szócikk fordításán alapul.  Az eredeti cikk szerkesztőit annak laptörténete sorolja fel. Ez a jelzés csupán a megfogalmazás eredetét és a szerzői jogokat jelzi, nem szolgál a cikkben szereplő információk forrásmegjelöléseként.